# Codeine
Codeine es una banda de indie rock/slowcore formada en 1989. Lanzaron dos álbumes: Frigid Stars en 1990 y The White Birch en 1994. Se separaron ese año, pero se reunieron en 2012.

## Historia
Codeine fue formado por Stephen Immerwahr en la voz y bajo, Chris Brokaw en la batería y John Engle en la guitarra. Codeine fue pionero en el slowcore y el sadcore, subgéneros del indie rock, pero con una actitud más experimental que otras bandas del género, tales como Low, Idaho y Red House Painters. El sonido original del grupo marcada por tiempos lentos, la voz nasal de Immerwahr y el zumbido de la guitarra Telecaster de Engle, no evolucionó demasiado durante su carrera.
Codeine lanzó su primer álbum Frigid Stars por el sello alemán Glitterhouse en agosto de 1990. Luego fue lanzado por Sub Pop en la primavera del año siguiente.
El EP Barely Real fue publicado en noviembre de 1992. Immerwahr descartó varias de las canciones luego de la sesión de grabación. Algunas de ellas serían regrabadas para el último álbum. La canción «W.» es pieza para piano solista interpretada por David Grubbs (de Bastro, Squirrel Bait y Gastr del Sol). Una versión un tanto diferente de la canción para toda la banda aparece en el próximo álbum, ahora titulada «Wird».
Brokaw dejó la banda después del lanzamiento de Barely Real para tocar a tiempo completo con su otra banda Come, y luego de que Josh Madell de Antietam lo reemplazara temporalmente para el tour en Estados Unidos, fue reemplazado permanentemente por Doug Scharin, baterista de Rex.
El último lanzamiento de Codeine fue el álbum The White Birch, publicado en mayo de 1994. David Grubbs también participó en el álbum. Después de su publicación, la banda se disolvió. Doug Scharin continuó en Rex y June of 44, y luego como líder de la banda HiM. Siguiendo el deceso del baterista original Come, Chris Brokaw se convirtió en un artista solitario y músico ambulante, encluyendo tocar batería para The New Year y tocar guitarra con Thurston Moore de Sonic Youth y Christina Rosenvinge.

## Reunión
En respuesta a la petición de Mogwai, Codeine realizará un concierto en el evento gemelo de All Tomorrow's Parties. Llamado I'll Be Your Mirror, está programado desde el 25 hasta el 27 de mayo de 2012 en el Palacio Alexandra, Londres. Codeine estará en el ATP/IBYM el 26 de mayo junto con otros espectáculos para conmemorar una amplia reedición por The Numero Group. Otros programas incluyen San Miguel Primavera Sound 2012 en Barcelona (1 de junio de 2012) y Optimus Primavera Sound en Oporto, Portugal (8 de junio de 2012).

## Discografía

### Álbumes
- Frigid Stars (1990), Glitterhouse
- The White Birch (1994), Sub Pop

### EP
- Barely Real (1992), Sub Pop

### Sencillos
- «Losida Slide/Castle» Codeine/Surgery split 7" (1990, Glitterhouse)[3]
- «D» 7" (1990, Glitterhouse, Sub Pop)
- «Pickup Song» (1990, Glitterhouse)
- «Valmead/Pea» Bitch Magnet/Codeine split 7" (1990, The Communion Label)
- «A L'Ombre De Nous (In Our Shadow)/Produkt» Bastro/Codeine split 7" (1991, Sub Pop, Glitterhouse)
- «Realize» 7" (1992, Sub Pop)
- «Sassy» Codeine/Velocity Girl/Beat Happening/Sebadoh split 7" (1992, Sub Pop)
- «Ides/Working Holiday» Codeine/The Coctails split 7" (1993, Simple Machines)
- «Tom» 7" (1993, Sub Pop)